# Muchomor złotawy

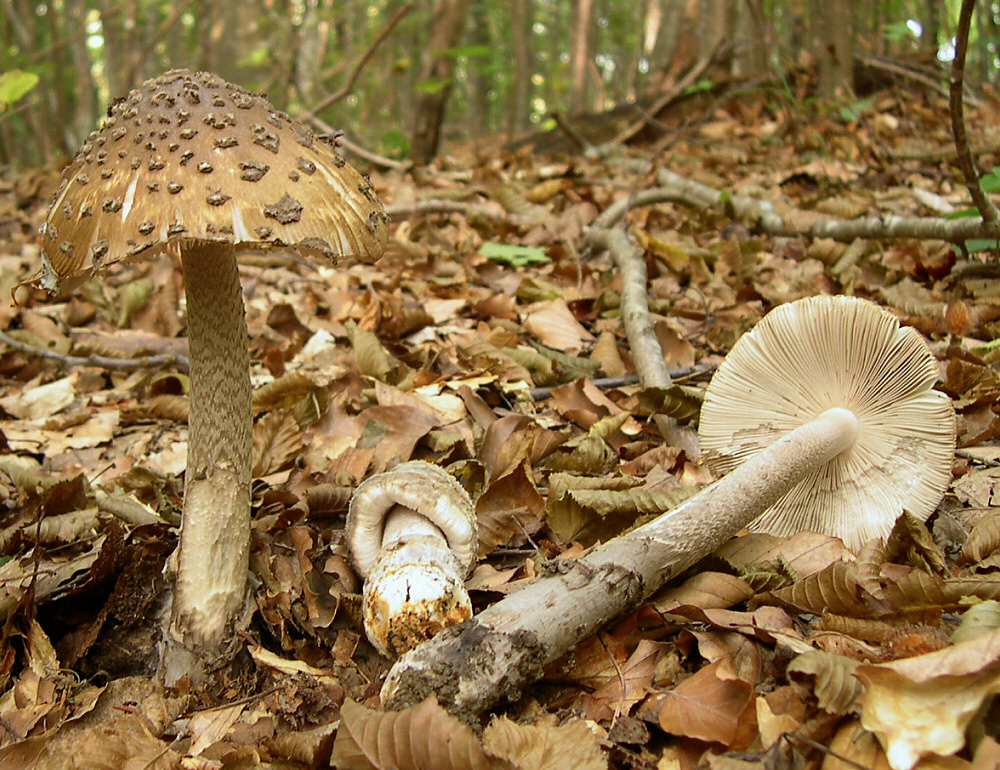
Hymenofor Amanita ceciliae

Muchomor złotawy (Amanita ceciliae (Berk. & Broome) Bas) – gatunek grzybów należący do rodziny muchomorowatych (Amanitaceae).

## Systematyka i nazewnictwo
Pozycja w klasyfikacji: Amanita, Amanitaceae, Agaricales, Agaricomycetidae, Agaricomycetes, Agaricomycotina, Basidiomycota, Fungi (według Index Fungorum).
Po raz pierwszy takson ten zdiagnozowali w 1854 r. Berkeley i Broome nadając mu nazwę Agaricus ceciliae. Obecną, uznaną przez Index Fungorum nazwę nadał mu w 1984 r. Cornelius Bas, przenosząc go do rodzaju Amanita.
Posiada 13 synonimów naukowych. Niektóre z nich to:
- Agaricus ceciliae Berk. & Broome 1833
- Amanita inaurata Secr. ex Gillet 1874
- Amanita strangulata sensu auct. mult. 2005
- Amanitopsis ceciliae (Berk. & Broome) Wasser 1992
- Amanitopsis inaurata (Secr. ex Gillet) Fayod 1889.

Nazwę polską podały A. Borowska i Alina Skirgiełło w 1993 r. W polskim piśmiennictwie mykologicznym gatunek ten opisywany był też jako muchomor pochwiasty forma łuskowata.

## Morfologia
Kapelusz
Średnica 8–20 cm, początkowo jajowaty, potem dzwonkowato-stożkowaty, na koniec rozpostarty, prążkowany do 1/4 promienia. Brzeg ostry. Powierzchnia żółtobrązowa, czerwonobrązowa do szarobrązowej i oliwkowobrązowej, na środku ciemniejsza, w stanie suchym matowa, w stanie wilgotnym nieco lepka. Łatki grube, początkowo szare, brązowawe z wiekiem, w centrum gęsto rozmieszczone, rzadziej duże (osłona składa się głównie z kulistych komórek i dlatego jest łamliwa i często zostaje na kapeluszu).
Blaszki
Białe, nieco brązowiejące z wiekiem wolne, ostrza z białymi kłaczkami.
Trzon
Wysokość 12–25 cm, grubość 2–4 cm, nieco rozszerzający się ku podstawie, białawy w górze, poza tym brązowawy, nieco łuseczkowaty, bez pierścienia, podstawa bez wyraźnej pochwy, z kilkoma strefami łusek, resztek osłony, początkowo pełny, pusty z wiekiem kruchy.
Miąższ
Biały, w kapeluszu cienki, bez zapachu, smak łagodny, orzechowy.
Wysyp zarodników
Biały, nieamyloidalny. Zarodniki okrągłe, gładkie, przejrzyste, 10,5-14 × 10-14 µm.

## Występowanie i siedlisko
Występuje na półkuli północnej, jego stanowiska opisano w Ameryce Północnej, Europie i Japonii. W Polsce jest dość  rzadki.  
Owocniki wyrastają od lata do jesieni, w lasach liściastych i iglastych, na polanach i w parkach, preferuje gleby wapienne, gliniaste i ilaste.

## Znaczenie
Grzyb mikoryzowy. Grzyb jadalny po obróbce termicznej, w stanie surowym toksyczny dla człowieka. Bez aromatu i dlatego niezbyt zalecany do jedzenia.

## Gatunki podobne
Muchomora złotawego można pomylić z muchomorem brązowooliwkowym (Amanita submembranacea), czy też z muchomorem oliwkowym (Amanita battarrae).